# Клюшники (Полтавский район)
Клюшники (укр. Клюшники) — село,
Терешковский сельский совет,
Полтавский район,
Полтавская область,
Украина.
Код КОАТУУ — 5324083907. Население по переписи 2019 года составляло 97 человек.

## Географическое положение
Село Клюшники находится в 2,5 км от левого берега реки Ворскла, примыкает к селу Безручки, в 0,5 км — село Малое Никольское. Река "Старая Ворскла" в этом месте извилистая, образует лиманы, старицы и заболоченные озёра.
Село окружено лесным массивом (сосна). Рядом проходит железная дорога, станция Клюшники в 200 метрах;
До 2018 года входил в состав ликвидированного Никольского сельсовета;